# Dalek
Los Daleks son una raza mutante extraterrestre ficticia de la serie británica de ciencia ficción Doctor Who. En la narrativa de la serie, los Daleks son cyborgs hechos a partir de sus formas originales, los alienígenas Kaleds del planeta Skaro, modificados genéticamente e integrados dentro de un escudo mecánico robótico similar a un tanque. Fueron creados por el científico Davros en los años finales de una guerra de mil años contra los Thals. Los Daleks adquirieron su poder al ir tomando conciencia de las asimetrías temporales provocadas en las guerras contra los señores del tiempo. En las diferentes rupturas del continuo, los señores del tiempo, abusando de su poder telepático, siempre acababan dominando por el lado emotivo a la raza origen, así es que basaron su supervivencia en un poder que acabaron consagrando a la conquista universal y la dominación, sin ninguna clase de piedad, compasión o remordimiento. En varias historias se dice que su evolución temporal ha ocasionado una toma de conciencia de que las emociones son debilidad, por lo que su selección natural acabó en una evolución técnica que provocó la eliminación de todas sus emociones salvo el odio, dejándoles con el deseo de purgar el universo de cualquier forma de vida que no sea Dalek. Colectivamente son los mayores enemigos del protagonista de la serie, el Señor del Tiempo conocido como el Doctor. Son popularmente conocidos por su muletilla «¡Exterminar!» y son una referencia fundamental en la cultura popular británica, apareciendo incluso en varios diccionarios.

## Creación
Los Daleks fueron creados por el escritor Terry Nation y su forma fue creada por el diseñador de la BBC Raymond Cusick. Fueron presentados en diciembre de 1963 en el segundo serial de Doctor Who, conocido coloquialmente como The Daleks. y una encuesta de 2008 reveló que 9 de cada 10 niños británicos sabían identificar correctamente a un Dalek. En 1999 apareció un Dalek en un sello conmemorativo de la cultura popular británica, fotografiado por Lord Snowdon. En 2010, los lectores de la revista de ciencia ficción SFX votaron a los Daleks como el mejor monstruo de todos los tiempos, superando al monstruo japonés Godzilla y a Gollum, la criatura de J. R. R. Tolkien, de El Señor de los Anillos y El Hobbit.

## Entrada en la cultura popular
La palabra "Dalek" ha entrado en diccionarios importantes, incluyendo el Oxford English Dictionary, que lo define como "tipo de robot [sic] que aparece en 'Doctor Who', un programa de ciencia ficción de BBC. Televisión; por tanto usado alusivamente". Los angloparlantes usan a veces el término metafóricamente para describir personas, normalmente figuras de autoridad, que actúan como robots que no pueden salir de su programa; por ejemplo, John Birth, director general de la BBC entre 1992 y 2000, fue llamado en público "Dalek de voz de rana" por el dramaturgo Dennis Potter en una conferencia en el Festival de Televisión de Edimburgo en 1993.

## Características físicas
Externamente, los Daleks tienen una apariencia de botes de sal y pimienta de tamaño humano con un brazo ocular sobre la cúpula rotatoria, una pistola con un arma de energía (llamado "rayo de la muerte") y un brazo manipulador telescópico que suele estar acabado por un apéndice que parece un desatascador. Los Daleks han sido vistos usando esos "desatascadores" para interactuar con la tecnología, aplastar la calavera de un hombre por succión, medir la inteligencia de un sujeto, y extraer información de la mente de un hombre. Las cubiertas de los Daleks están hechas de un material de policarburo llamado "dalekanium" (dalekanio en español) por un miembro de la resistencia humana en The Dalek Invasion of Earth y el Culto de Skaro en Daleks in Manhattan.
La parte inferior del escudo de un Dalek está cubierta por salientes semiesféricos, que en el episodio Dalek se muestra son esferas encajadas en la cubierta. Los libros licenciados por la BBC Dalek Book (1964) y The Doctor Who Technical Manual (1983) los describen como parte de un mecanismo sensorial, mientras que en el episodio Dalek de 2005 se muestra que tienen una función en el mecanismo de autodestrucción de un Dalek. Su armadura tiene un campo de fuerza que evapora la mayoría de las balas y resiste la mayor variedad de armas de energía; parece estar concentrado en la sección intermedia de un Dalek (donde está situado el mutante), ya que las armas de fuego, normalmente inútiles, pueden concentrarse en el visor ocular para cegar a un Dalek. Los Daleks tienen un campo de visión muy limitado, sin ninguna clase de visión periférica, y es relativamente fácil esconderse de ellos en lugares muy expuestos. Sus propias armas de energía han demostrado ser capaces de destruirles. Sus armas de fuego disparan un rayo que tiene conducción eléctrica, puede propagarse por el agua y puede ser una forma de plasma. El ojo es el punto más vulnerable de un Dalek, y comprometer su visión suele hacer que un Dalek ciego entre en pánico disparando su arma a todas partes mientras grita, "¡Mi visión está comprometida, no puedo ver!". Russell T Davies invirtió la frase en el episodio de 2008 The Stolen Earth, en el que un Dalek vaporiza una mancha de pintura de paintball que ha bloqueado su visión mientras dice "¡Mi visión no está comprometida!"
La criatura dentro de la cubierta metálica es mostrada como viscosa y repulsiva, y atroz incluso sin su armadura mecánica. La primera visión de un Dalek mutante, en The Daleks, fue una garra apareciendo debajo de un abrigo Thal después de que le hubieran sacado de su cubierta. La apariencia real de los mutantes ha variado, pero suele ajustarse a la descripción del Doctor en Remembrance of the Daleks como "pequeñas viscosidades verdes unidas a a una armadura de policarbonato". En Resurrection of the Daleks, una criatura Dalek separada de su armadura ataca y hiere gravemente a un soldado humano; en Revelation of the Daleks, hay dos facciones Dalek, y las criaturas en su interior tienen dos apariencias diferentes, unas parecidas a la criatura amorfa de Resurrection, las otras las criaturas con apariencia de cangrejo del serial Dalek original. Como las criaturas interiores aparecen pocas veces en pantalla, es un error muy común el pensar que los Daleks solo son robots completamente mecánicos. Respecto a la nueva serie, los Daleks aparecen con criaturas con forma de molusco, con pequeños tentáculos, uno o dos ojos, y un cerebro a la vista.
La voz de un Dalek es electrónica. La criatura Dalek aparentemente no puede emitir más que chirridos cuando está fuera de su cobertura. Esto fue después cambiado en la nueva serie, en la que podían hablar sin la armadura de forma similar a como lo harían con sus voces electrónicas. Una vez que se retira al mutante, puede entrar un hombre en la armadura y manejarla; por ejemplo, en The Daleks, Ian Chesterton (William Russell) entra en el escudo de un Dalek para disfrazarse de guardia como parte de un plan de escape.
Durante muchos años se asumió que, por su diseño y movimiento, los Daleks no podían subir escaleras, y que esto era una forma simple de escapar de ellos. Una historieta de Punch mostraba un grupo de Daleks a los pies de una escalera mientras decían "Bueno, esto ciertamente arruina nuestros planes de conquistar el universo". En una escena del serial Destiny of the Daleks, el Doctor y sus acompañantes escapan de unos perseguidores Dalek subiendo por el conducto de ventilación. El Cuarto Doctor entonces les dice, "Si se supone que sois la raza superior del universo, ¿por qué no subís a por nosotros?" Los Daleks normalmente suplen su mala movilidad con un terrible poder de fuego; una broma entre los fanes de Doctor Who dice, "Los verdaderos Daleks no suben escaleras, nivelan el edificio". La movilidad de los Daleks fue mejorando a lo largo de la serie: en su primera aparición, en The Daleks, solo podían moverse en los suelos metálicos de su ciudad; en The Dalek Invasion of Earth, un Dalek emerge de las aguas del Támesis, indicando que no solo habían logrado movilidad libre, sino que también eran anfibios;  En Planet of the Daleks se vio que podían ascender por conductos verticales usando un dispositivo externo antigravedad en el suelo, y en Remembrance of the Daleks apareciendo sobrevolando un tramo de escaleras. A pesar de esto, los periodistas hablando de la serie seguían hablando de la supuesta incapacidad de los Daleks de subir escaleras; los personajes escapando por un tramo de escaleras en el episodio de 2005 Dalek hicieron la misma broma, y se quedaron pasmados cuando el Dalek comenzó a sobrevolar los escalones tras decir la frase "ELEVAR", de una forma similar a cuando decía "EXTERMINAR". La nueva serie muestra a los Daleks con capacidad total de vuelo, incluso por el espacio.

### Detalles del diseño
La forma no humana de un Dalek tiene mucho que ver en el aumento del sentido de amenaza de esas criaturas. La falta de puntos de referencia familiares les diferenciaba del tradicional "monstruo con forma de bicho" de la ciencia ficción, del que el creador de Doctor Who, Sydney Newman quería que el programa huyera. La inusual forma de los Daleks, junto con sus extrañas voces, hicieron creer que la utilería era totalmente mecánica y operada por control remoto.
En la realidad, los Daleks eran controlados desde dentro por operadores bajitos que tenían que mover a mano sus ojos, cúpulas y brazos, así como encender las luces de su cabeza en sincronía con los actores que les daban voz. Las coberturas Dalek eran construidas en dos piezas; un operador se metía en la sección inferior y después se colocaba la sección superior. Los operadores veían a través de una rejilla cilíndrica justo debajo de la cúpula que estaba colocada con una malla a la altura de sus caras.
Además de ser estrechas y muy calientes por dentro, las coberturas Dalek también hacían sonidos externos que hacían difícil para los operadores oír las instrucciones del director o los diálogos del estudio. John Scott Martin, un operador Dalek de la serie original, dijo que manejar un Dalek era un reto: "Tenías que tener alrededor de seis manos: una para el ojo, otra para las luces, otra para la pistola, otra para una lata de humo debajo, y otra más para el desatascador. Estar mezclado con un pulpo hubiera ayudado".
Para la serie del siglo XXI, la armadura Dalek mantuvo las mismas proporciones y diseño de Daleks anteriores, aunque se rediseñaron varios detalles para darle al Dalek una apariencia más pesada y sólida. Entre los cambios se incluyen una base más angulosa y grande, un ojo brillante, un acabado completo en plata (ordenado por Davies), una tapa para la bisagra del ojo, y luces en la cúpula mucho más grandes. El nuevo diseño hizo su debut en el episodio de 2005 Dalek. Estas coberturas Dalek usan a un operador dentro para la parte inferior mientras que la cabeza y el ojo son operados por control remoto. Una tercera persona, Nicholas Briggs, daba las voces en sus distintas apariciones. En 2010 se hizo un nuevo diseño de mayor tamaño y en diferentes colores representando los diferentes estamentos de la jerarquía de comando Dalek.

#### Movimiento
Las versiones primitivas de los Daleks usaban ruedas de nailon, con la impulsión de los pies del operador. Aunque las ruedas eran adecuadas para el serial de debut de los Daleks, rodado íntegramente en los Lime Grove Studios de la BBC, para The Dalek Invasion of Earth, Terry Nation quería que los Daleks fueran filmados en las calles de Londres. Para que los Daleks pudieran moverse con suavidad en exteriores, el diseñador Spencer Chapman construyó nuevos escudos Daleks en torno a triciclos en miniaturas con ruedas más resistentes escondidas en parachoques más grandes encajados en la base original. Las baldosas irregulares del centro de Londres hacían que los Daleks traquetearan al moverse, y no se podía quitar este ruido de la banda sonora final. Se añadió una pequeña antena parabólica en la parte trasera del diseño para explicar por qué estos Daleks, a diferencia de los del primer serial, no dependían de la electricidad estática de los suelos de la ciudad Dalek para conseguir energía.
Versiones posteriores del diseño tenían ruedas más eficientes que permitían una vez más la simple propulsión de los pies de los operadores, pero eran tan pesados que al subir rampas solían necesitar ayuda y ser empujados fuera de cámara. La dificultad de mover todas las partes del Dalek a la vez a veces provocaba movimientos torpes por su parte. Este problema ha sido erradicado por completo en la nueva versión de la serie, gracias a la cúpula y ojo controlados por control remoto para que el operador se concentre en el movimiento del Dalek y sus brazos.

#### Voces
La voz de un Dalek en staccato, áspera y monotonal, inicialmente la proporcionaban los actores de voz Peter Hawkins y David Graham, que variarían el tono y la velocidad de las frases dependiendo de la emoción necesaria. Esas voces serían procesadas electrónicamente por Brian Hodgson en el BBC Radiophonic Workshop. Aunque los dispositivos exactos de proceso de sonido han cambiado, el efecto original de 1963 usaba ecualización para potenciar el rango medio de la voz del actor, y después lo pasaba por un anillo modulador con una onda sinusoidal de 30 Hz. El distintivo timbre vocal áspero que esto producía se ha convertido en la plantilla para todas las voces Dalek desde entonces (salvo en el serial de 1985 Revelation of the Daleks, donde el director Graeme Harper usó menos distorsión deliberadamente).
Además de Hawkins y Graham, otros actores de voz de los Daleks incluyen a Roy Skelton, que debutó con los Daleks en la historia de 1967 The Evil of the Daleks y siguió dando voz en cinco seriales más, incluyendo Planet of the Daleks. y el especial de aniversario The Five Doctors. Michael Wisher, el actor que interpretó por primera vez al creador de los Daleks, Davros en Genesis of the Daleks, dio voces Daleks en la misma historia, así como en Frontier in Space, Planet of the Daleks y Death to the Daleks. Otros actores de voz de Daleks incluyen a Royce Mills (tres historias), Brian Miller (dos historias),  Oliver Gilbert y Peter Messaline (una historia). John Leeson, que dio voz a K-9 en varias historias, y otros actores de Davros, Terry Molloy y David Gooderson también dieron voces secundarias en varios seriales de Daleks.
Desde 2005, la voz de los Daleks en la serie de televisión ha sido la de Nicholas Briggs, hablando a través de un micrófono conectado a un modulador de voz. Briggs había dado voz a Daleks y otros alienígenas en audiodramas de Big Finish Productions. En una entrevista para BBC Radio en 2006, Briggs dijo que cuando la BBC le pidió que hiciera la voz para la nueva serie, le dijeron que se trajera su propio modulador de anillo analógico que había usado en los audios. El departamento de sonido de la BBC se había digitalizado y no podía crear adecuadamente el sonido clásico de un Dalek con sus nuevos equipamientos. Briggs llegó a traer el modulador de voz a las lecturas de los guiones.

#### Construcción
Fabricar los modelos era caro. En las escenas donde debía aparecer muchos Daleks, algunos de ellos serían réplicas de madera (Destiny of the Daleks) o fotografías a tamaño real en los primeros seriales en blanco y negro, The Daleks y The Dalek Invasion of Earth y The Power of the Daleks. En las historias en las que aparecieran ejércitos de Daleks, el equipo de efectos de la BBC llegó a usar juguetes comerciales de los Daleks fabricados por Louis Marx & Co y Herts Plastics Moulders Ltd. Ejemplos de estos usos se pueden observar en los seriales The Power of the Daleks, The Evil of the Daleks y Planet of the Daleks. Unas buenas técnicas de edición de video también podía dar la impresión de que había más modelos de Dalek de los que realmente había disponibles, y estas técnicas han seguido usándose hasta el presente, por ejemplo, doble pantalla en The Parting of the Ways.
Para el primer serial The Daleks en 1963, se construyeron cuatro modelos completamente operativos a partir de los planos de la BBC de Shawcraft Engineering. Son llamados por los fanes el "Modelo I". Shawcraft recibió el encargo de construir aproximadamente veinte Daleks para las dos películas de 1965 y 1966. Algunos de los modelos de la película fueron devueltos a la BBC y aparecieron en la serie de televisión, notablemente en The Chase, que se emitió antes del estreno de la primera película. El resto de los modelos que no compró la BBC fueron donados a caridad o regalados como premios en competiciones.
Los modelos propios de la BBC fueron reutilizados muchas veces, sobreviviendo piezas de los "Modelo I" originales de Shawcraft hasta su última aparición de la serie clásica en 1988. Los años de repintura y almacenamiento les hicieron mella, sin embargo. Para la época del Sexto Doctor en Revelation of the Daleks, se construyeron nuevos modelos en fibra de vidrio, que era más ligera y barata de construir que sus antecesoras. Estos Daleks tenían una parte intermedia de apariencia más pesada, y también tenían una parte inferior rediseñada que era más vertical en la espalda. Entre otros cambios menores por el nuevo medio de construcción se incluyen alteraciones al parachoques y la incorporación de los brazos, collares y listones en un solo molde de fibra de vidrio. Estos modelos se repintaron en gris para el serial del Séptimo Doctor, Remembrance of the Daleks y asignados como "Daleks Renegados", y otro rediseño pintado en blanco y dorado se convirtió en la facción "Dalek Imperial".
Para la nueva serie se construyeron nuevos modelos de Daleks. El primero, que apareció solitario en el episodio Dalek, fue construido por el diseñador Mike Tucker. Se construirían después modelos adicionales basados en el diseño de Tacker a partir de fibra de vidrio en la base de especialistas en modelos de Cardiff.

## Desarrollo

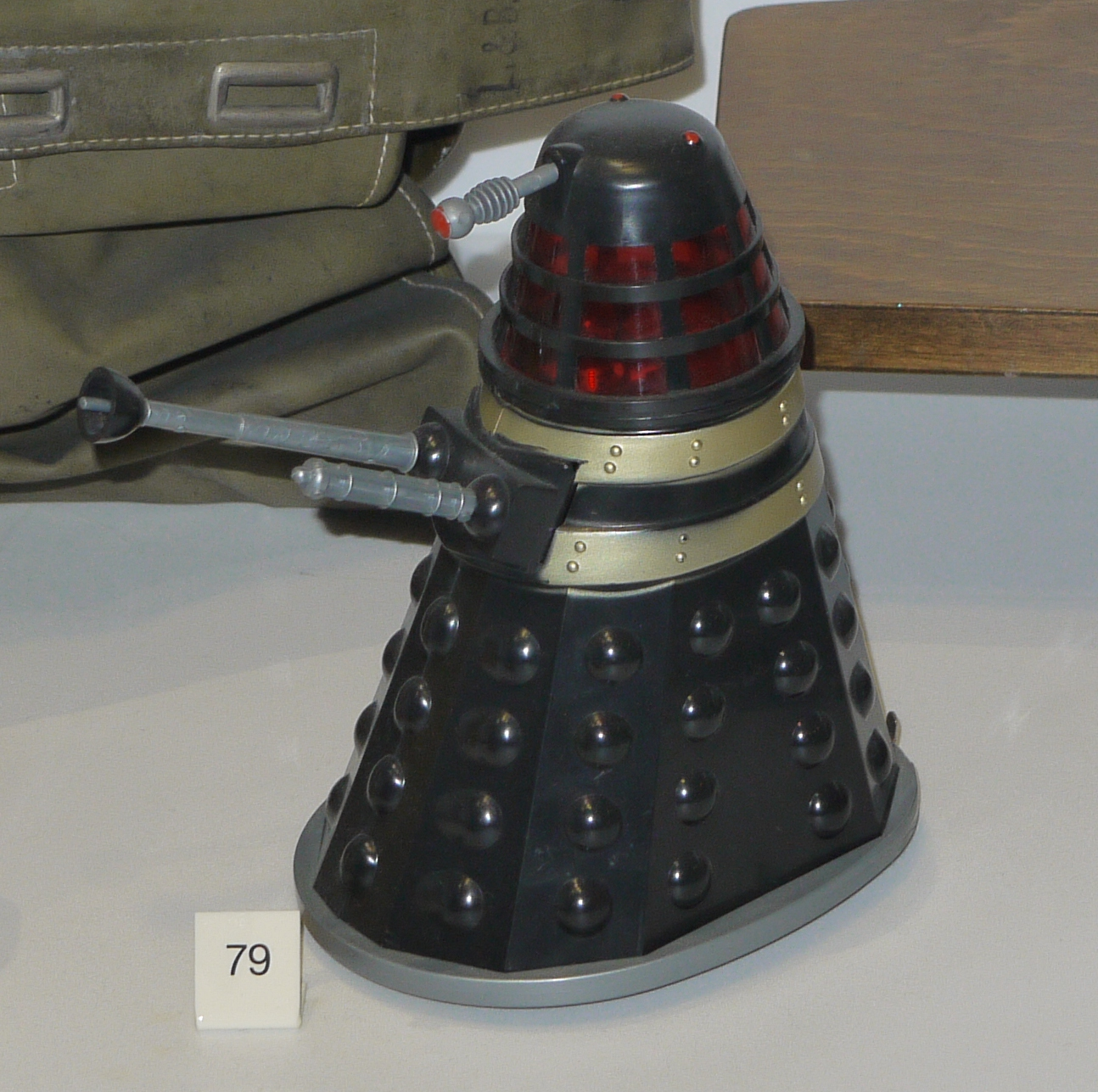
Modelo a escala de un Dalek.

Deseando crear una criatura alienígena que no pareciera un "hombre dentro de un traje", Terry Nation dijo en su guion para el primer serial Dalek que no debían tener piernas. También se inspiró en una actuación del Ballet Nacional de Georgia, en el que bailarines con faldas largas parecían deslizarse por el escenario. En muchos de los espectáculos, los Daleks eran "interpretados" por bailarines de ballet retirados llevando calcetines negros mientras estaban dentro del Dalek. Raymond Cusick recibió la tarea de diseñar a los Daleks cuando Ridley Scott, entonces un diseñador de la BBC, no pudo estar disponible tras haber recibido inicialmente el encargo para el serial debut. Según dice Jeremy Benrhtam en Doctor Who-The Early Years (1986), después de que Nation escribió el guion, Cusick solo tuvo una hora para volver con el diseño de los Daleks, y se inspiró en sus primeros bocetos en un bote de pimienta que había en una mesa. Cusick, sin embargo, dijo que se había basado en un hombre sentado en una silla, y que solo usó el bote de pimienta para mostrar como se podría mover.
En 1964, Nation dijo al Daily Mirror que el nombre Dalek vino de un volumen en un diccionario o encilopedia, en cuyo lomo se podía leer "Dal - Lek" (o, según otra versión, "Dal - Eks"). Después admitió que este libro y el origen del nombre Dalek eran inventados, y que cualquiera que quisiera comprobar la historia lo hubiera descubierto. En realidad el nombre simplemente se le había ocurrido mientras escribía en su máquina de escribir. Más tarde, a Nation le sorprendió agradablemente descubrir que en serbocroata la palabra "dalek" significa "lejano" o "distante".
Nation creció durante la Segunda Guerra Mundial, y recordaba el terror por los bombardeos alemanes. Conscientemente basó a los Daleks en los nazis, concibiendo a la especie como figuras autoritarias sin rostro dedicadas a conquistar y alcanzar la uniformidad. La alusión es más obvias en las historias Dalek creadas por Nation, en particular, The Dalek Invasion of Earth (1964) y Genesis of the Daleks (1975).
Antes de escribir el primer serial Dalek, Nation era guionista para el cómico Tony Hancock. Los dos riñeron y Nation dimitió o fue despedido. Cuando Hancock abandonó la BBC, trabajó en varias propuestas de series, una de ellas titulada From Plip to Plop, una comedia histórica del mundo que habría surgido de un apocalipsis nuclear, en el que los supervivientes fueran forzados a vivir en caparazones robóticos con forma de cubos de basura y comiendo radiación para sobrevivir. Según el biógrafo Cliff Goodwin, cuando Hancock vio a los Daleks, se cuenta que gritó a la pantalla: "¡Ese maldito Nation, me ha robado a mis robots!"
El nombre de las primeras historias de Doctor Who es complejo y a veces controvertido. El primer serial Dalek es titulado de varias formas: The Survivors (título de preproducción), The Mutants (su título oficial en el tiempo de producción y emisión, título que después tomaría otro serial sin relación), Beyond the Sun (utilizado en algunos documentos de producción), The Dead Planet (el título en pantalla del primer episodio del serial), o simplemente The Daleks.
El éxito instantáneo de los Daleks pilló de improviso a la BBC, y transformó a Doctor Who de ser un programa educativo para niños los sábados a la hora del té, a un fenómeno nacional que todo el mundo debía ver. Los niños alternativamente se asustaban o se fascinaban por la apariencia alienígena de los monstruos, y la oficina de producción de Doctor Who se vio inundada de cartas y llamadas preguntando sobre las criaturas. Los periódicos escribieron artículos sobre la serie y los Daleks, disparando así su popularidad.
Nation poseía conjuntamente con la BBC los derechos de propiedad intelectual de los Daleks, lo que hacía prácticamente imposible ganar dinero vendiendo la idea a cualquier otro, ya que dependía de que la BBC quisiera producir historias que presentaran a las criaturas. Los varios intentos de comercializar a los Daleks fuera de la serie no tuvieron éxito. Desde la muerte de Nation en 1997, su parte de los derechos es administrada por su antiguo agente, Tim Hancock.
En los primeros planes de lo que sería la película para televisión de 1996, se incluían Daleks radicalmente rediseñados cuyas armaduras se abrían como patas de araña. Este concepto de "Daleks arañas" se abandonó, pero fue recuperado en varias publicaciones sobre la serie.
Cuando se anunció la nueva serie, muchos fanes desearon la vuelta de los Daleks al programa. La institución de Nation, sin embargo, demandó control creativo sobre la apariencia de los Daleks y el guion que la BBC no podía aceptar. Al final, sin embargo, los Daleks recibieron vía libre para aparecer en la primera temporada.

## Historia en la ficción
La historia en el universo de los Daleks ha visto muchos cambios retroactivos que han provocado problemas de continuidad. Cuando los Daleks aparecieron por primera vez en The Daleks, fueron presentados como los descendientes de los Dals, mutados tras una guerra nuclear entre las razas Dal y Thal 500 años atrás. Esta raza de Daleks es destruida cuando se destruye su dispositivo de alimentación. En 1975, Terry Nation revisó los orígenes de los Daleks en Genesis of the Daleks, donde a los Dals se los llamó Kaleds (nombre del cual "Daleks" es un anagrama), el diseño Dalek era atribuido a un hombre, el científico Dalek lisiado y genio diabólico Davros. En vez de una guerra nuclear corta, la guerra Kaled-Thal fue representada como una contienda de mil años de duración, con luchas con armas químicas, biológicas y nucleares que estaban causando mutaciones en la raza Kaled. Davros experimentó en células Kaled vivas para descubrir la forma mutante final de la especie Kaled y colocó a los sujetos en "máquinas de viaje" con aspecto de tanque cuyo diseño estaba basado en su propia silla de soporte vital.
Genesis of the Daleks inició una nueva era en la representación de la especie, con su historia anterior olvidada o no mencionada nunca más. Futuras historias de la serie clásica siguieron enfocándose más en Davros, para la decepción de algunos fanes que creían que los Daleks debían ser el centro en lugar de ser meros ejércitos de su creador. Davros haría su última aparición en la serie en Remembrance of the Daleks, que mostraba una guerra civil entre dos facciones de Daleks, una los "Daleks Imperiales", leales a Davros que se había convertido en su Emperador, y otra, los "Daleks Renegados", que seguían a un oscuro Dalek Supremo. Al final de la historia, las dos facciones se aniquilan entre sí, aunque Davros escapa.
Un solo Dalek apareció en Dalek, escrito por Rob Shearman, que fue emitido por BBC One el 30 de abril de 2005. Este Dalek parecía ser el único Dalek superviviente de la Guerra del Tiempo que había destruido tanto a los Daleks como a los Señores del Tiempo. Un Emperador Dalek apareció al final de la temporada de 2005, que había reconstruido la raza Dalek con material genético extraído de sujetos humanos. Se veía a sí mismo como un Dios, y los nuevos Daleks le adoraban. Esos Daleks y su flota fueron destruidos en The Parting of the Ways. Al final de la temporada de 2006, en Army of Ghosts y Doomsday, aparece una patrulla de cuatro supervivientes Dalek del antiguo Imperio, conocidos como el Culto de Skaro, liderados por un Dalek negro llamado "Dalek Sec". Esta patrulla había sobrevivido a la Guerra del Tiempo escapando al Vacío entre dimensiones. Resurgieron, junto con una prisión de los Señores del Tiempo que contenía millones de Daleks, en Canary Wharf por culpa del instituto Torchwood y los Cybermen de un mundo paralelo. Esto resultó una guerra entre Cybermen y Daleks en Londres (aunque los Cybermen llegaron a sugerir que ambas fuerzas se unieran), que fue detenida por el Décimo Doctor haciendo que ambas facciones fueran absorbidas por el Vacío. El Culto sobrevivió utilizando un "salto temporal de emergencia" para escapar. Reaparecerían posteriormente en la historia de dos partes Daleks in Manhattan y Evolution of the Daleks, en la que, atrapados en el Nueva York de los años treinta, crean una base en el Empire State Building a medio construir, e intentan reconstruir la raza Dalek. Para ello, Dalek Sec se funde con un humano convirtiéndose en un híbrido humano-Dalek. El Culto entonces intenta crear "Daleks humanos", "formateando" los cerebros de unos cuantos miles de humanos capturados con la intención de producir híbridos que fueran completamente humanos en apariencia pero con mentes de Daleks. La trama es detenida finalmente por el Doctor, y los miembros del Culto Sec, Jast y Thay sobreviven. El último miembro del Culto, Dalek Caan, escapa una vez más usando un salto temporal.
Los Daleks volverían en el final en dos partes de la temporada de 2008, The Stolen Earth y Journey's End, acompañados una vez más de su creador Davros. La historia revela que el salto temporal de Caan le llevó dentro de la Guerra del Tiempo a pesar de que ésta estaba encerrada un bloqueo temporal, donde rescató a Davros, y en el proceso ganó la habilidad de ver el futuro, perdiendo la razón. Davros había creado una nueva raza usando sus células. El episodio muestra una invasión Dalek de la Tierra que, junto con otros planetas, ha sido llevada a la Cascada Medusa. La invasión es dirigida por un Dalek Supremo de color rojo, que ha mantenido prisioneros a Caan y a Davros en la Bóveda, una sección de la nave nodriza Dalek, el Crucible. Davros y los Daleks planean destruir la realidad misma con una "bomba de realidad" para la que necesitan los planetas robados. El plan falla por la interferencia de Donna Noble, una acompañante del Doctor, y de Caan en persona, que ha estado manipulando los eventos para destruir a los Daleks tras darse cuenta de las atrocidades que habían cometido.
Los Daleks regresarían en el episodio de 2010, Victory of the Daleks, el tercer episodio de la quinta temporada. Unos Daleks que habían escapado a la destrucción del imperio de Davros saltaron atrás en el tiempo y, por casualidad, se apoderaron del "Progenitor", un pequeño aparato que contiene ADN Dalek original. La activación del Progenitor resulta en la creación de un "nuevo paradigma" de Daleks. Los nuevos Daleks consideran a sus creadores inferiores y los exterminan, mientras que ellos no se resisten, ya que también se ven a sí mismos inferiores. Están organizados en diferentes papeles (zánganos, científicos, estrategas, supremos y eternos), que se identifican con armaduras de colores en vez de la identificación bajo el ojo que usaban sus antecesores. Escapan del Doctor viajando en el tiempo para reconstruir su Imperio. En el resto de la quinta y sexta temporadas, los Daleks solo hacen cameos en el final de The Pandorica Opens y The Big Bang, y en The Wedding of River Song (2011), ya que Steven Moffat decidió "darles un descanso" y dijo: "Hay un problema con los Daleks. Son el adversario más famoso del Doctor y el más frecuente, lo que significa que son el enemigo más fácilmente derrotable del universo". En Asylum of the Daleks (2012) se muestra que los Daleks han aumentado increíblemente en número y que tienen parlamento y un primer ministro, además que se establece que los Daleks tienen un asilo a donde envían a todo Dalek que ha perdido la cordura. Los Daleks envían a la fuerza al Doctor para que destruya el manicomio por cuestiones de seguridad (y también porque en su opinión eliminar a una criatura con tanto odio cae en sus estándares de belleza) ya que la única criatura capaz de acabar con el manicomio solo podía ser "El Depredador de la raza Dalek". Al final de la historia, una humana convertida en Dalek, Oswin Oswald (Jenna-Louise Coleman) hace que los Daleks olviden al Doctor de forma colectiva, haciendo que estos se pregunten "¿Doctor qué?" ("Doctor Who?") mientas el Doctor escapa con sus acompañantes Amy y Rory.
Los Dalek fueron confirmados como uno de los enemigos a vencer en el capítulo especial del 50 aniversario de Doctor Who.

## Cultura Dalek
Los Daleks tienen poca o ninguna individualidad personal, notablemente no tienen ninguna emoción más que el odio y la ira, y una estricta jerarquía de mando en la que están condicionados a obedecer a sus superiores sin preguntar. La forma de hablar Dalek se caracteriza por la repetición de frases y por las órdenes que se dan a sí mismos y a otros. A diferencia del estereotipo de robots sin emociones que suele aparecer en la ciencia ficción, los Daleks suelen estar enfadados, el autor Kim Newman describió a los Daleks como que se comportaban "como niños pequeños haciendo pucheros constantes", relamiéndose cuando tienen el poder y haciendo berrinches cuando están amenazados. Tienden a ser excitables y suelen repetir la misma palabra o frase una y otra vez cada vez más alterados, casi siempre la frase "¡Exterminar! ¡Exterminar!"
En lo que se refiere a su comportamiento, los Daleks son extremadamente agresivo, y parecen estar conducidos por un instinto de atacar. Este instinto es tan fuerte que se han visto Daleks luchando contra la necesidad de matar o incluso atacar a desarmados. El Quinto Doctor describe este impulso diciendo, "No importa como respondas (a los Daleks), lo ven como un acto de provocación". El rasgo fundamental de la cultura y psicología Dalek es una creencia incuestionable en la superioridad de la raza Dalek, y su directiva por defecto es aniquilar cualquier forma de vida no Dalek. Las otras especies deben ser inmediatamente exterminadas o esclavizadas y después exterminadas cuando dejen de ser útiles.
La obsesión Dalek con su propia superioridad es ilustrada por el cisma entre los Renegados y los Imperiales de Revelation of the Daleks y Remembrance of the Daleks: cada facción considera a la contraria una perversión a pesar de que las diferencias entre ellos son mínimas. Esta intolerancia a cualquier "contaminación" en sí mismo también se muestra en Dalek, The Evil of the Daleks y en la producción de audio de Big Finish Productions, The Mutant Phase. Este complejo de superioridad es la base de la agresividad y falta de compasión de los Daleks. Esto se muestra al extremo en Victory of the Daleks, donde los nuevos Daleks puros destruyen a sus creadores, Daleks impuros, con el consentimiento de estos últimos. Es prácticamente imposible negociar o razonar con un Dalek, su mentalidad fija les hace peligrosos y no deben ser subestimados.
La sociedad Dalek es representada como de avances científicos y tecnológicos extremos. El Tercer Doctor dijo que "fue su inventivo genio el que les convirtió en uno de los mayores poderes del universo". Sin embargo, su dependencia de la lógica y la maquinaria es un punto débil estratégico que ellos reconocen, y así usan especies con más emociones como agentes para esas carencias.
Aunque los Daleks no son conocidos por su respeto al debido proceso, han llevado al menos a dos enemigos a Skaro para un "juicio", en lugar de matarlos inmediatamente. El primero fue su creador, Davros, en Revelation of the Daleks, y el segundo fue el Señor del Tiempo renegado conocido como El Amo en la película de 1996. Las razones para el juicio del Amo, y por qué al Doctor se le pediría llevarse sus restos, no se explicaron en pantalla. En Doctor Who Annual 2006 se sugiere que el juicio puede haber llegado por un tratado entre los Señores del Tiempo y los Daleks. Y el núcleo argumental para el audioteatro I, Davros es un juicio Dalek para determinar si Davros debería volver a ser el líder de los Daleks.
Como el Doctor ha derrotado a los Daleks tan a menudo, se ha convertido en el archienemigo de la raza, y tienen órdenes permanentes de capturarlo o exterminarlo a primera vista. En ficción posterior, los Daleks conocen al Doctor como "Ka Faraq Gatri" ("El que trae la oscuridad" o el "Destructor de Mundos"), y "La tormenta que viene". Tanto el Noveno Doctor (Christopher Eccleston) como Rose Tyler (Billie Piper) sugieren que el Doctor es una de las pocas cosas a las que temen los Daleks. En Doomsday, Rose señala de que mientras que los Daleks ven la exterminación de cinco millones de Cybermen como "control de plagas", "un Doctor" les pone visiblemente nerviosos (hasta el punto de retroceder físicamente). Sin embargo, en el episodio de 2012, Asylum of the Daleks, Oswin Oswald es una humana convertida en Dalek que hace que estos olviden al Doctor y cualquier referencia de él.

## Apariciones licenciadas
Dos películas de Doctor Who protagonizadas por Peter Cushing tenía a los Daleks como los villanos principales: Dr. Who and the Daleks y Daleks - Invasion Earth 2150 AD, basadas en los seriales The Daleks y The Dalek Invasion of Earth respectivamente. Las películas no eran remakes directos, por ejemplo, el Doctor de Cushing era un humano que había construido una máquina del tiempo a la que llamó Tardis, en vez de un misterioso alienígena que robó un dispositivo llamado "la TARDIS".
En los años sesenta se publicaron cuatro libros basado en los Daleks, The Dalek Book (1964), de Terry Nation y David Whitaker, The Dalek World (1965), de los mismos autores, y The Dalek Outer Space Book (1966), de Nation y Brad Ashton, todos ellos libros en formato de anuario con relatos escritos y tiras cómicas sobre los Daleks, junto con información ficticia, a veces basada en la serie, y otras veces creada para los libros. Nation también publicó The Dalek Pocketbook and Space-Travellers Guide, que reunía artículos y presentaciones de los Daleks como si fueran reales. Se publicaron cuatro anuarios más en los años setenta bajo el título Terry Nation's Dalek Annual (con fechas de 1976 a 1979, pero publicados entre 1975 y 1978). Como parte de las Aventuras del Octavo Doctor, John Peel publicó War of the Daleks (1997) y Legacy of the Daleks (1998). Simon Clark publicó en 2004 una novela, The Dalek Factor, y se publicaron dos libros con los Daleks y el Décimo Doctor, I am a Dalek (2006), de Gareth Roberts, y Prisoner of the Daleks (2009), de Trevor Baxendale, como parte de New Series Adventures. Nation autorizó la publicación de la tira cómica  The Daleks' en TV Century 21 en 1965. La tira semanal de una página, escrita por Whitaker pero acreditada a Nation, presentaba a los Daleks como los protagonistas y los "héroes", y continuó durante dos años, desde la creación de los Daleks mecanizados por un científico humanoide, Yarvelling, a su descubrimiento final en las ruinas de un crucero espacial estrellado en la Tierra, a la que proponen invadir. Aunque mucho del material de estas tiras se contradice directamente con la serie, algunos conceptos, como los Daleks usando duplicados humanoides y el diseño del Emperador Dalek, aparecieron posteriormente en el programa.
Al mismo tiempo, también se publicaba una tira de Doctor Who en TV Comic. Inicialmente, la tira no tenía los derechos para usar a los Daleks, así que el Primer Doctor luchaba contra los "Trods" en su lugar, criaturas robóticas en forma de cono que funcionaban con electricidad estática. Para el tiempo en que el Segundo Doctor apareció en la tira en 1967, se habían resuelto los problemas de derechos, y los Daleks comenzaron a aparecer a partir de The Trodos Ambush, donde masacraron a los Trods. Los Daleks también aparecieron en la era del Tercer Doctor durante los setenta.
Otras apariciones licenciadas incluyen un número de obras de teatro y anuncios de televisión.

## Otras apariciones

### Cine y televisión ajeno aDoctor Who
Los Daleks han hecho cameos en programas de televisión y películas sin relación con Doctor Who, desde los años sesenta hasta nuestros días. Se ven juguetes de los Daleks en una tienda en Death at Bargain Prices un episodio de The Avengers, que como Doctor Who fue creada por Sydney Newman, aunque emitida en la cadena rival ITV. Durante un especial de Navidad de 1992 de la serie de comedia Mr Bean, el personaje usa juguetes infantiles para hacer una representación bizarra de la natividad en la que un Dalek extermina a un corderito y un tiranosaurio rex. Dos Daleks morados de juguete aparecen en el fondo de un episodio de la serie de animación Rugrats. En un documental sobre la serie cómica Enano Rojo, aparecen dos Daleks (debajo de la "E" de "Exterminar") diciendo que toda la televisión de la Tierra es propaganda humana, y que los trabajos atribuidos normalmente a William Shakespeare y Ludwig van Beethoven en realidad fueron escritos por Daleks. En la serie de 2004 Coupling, escrita por Steven Moffat (que después sería escritor y productor de Doctor Who), aparece un Dalek en el segundo episodio de la cuarta temporada, con la voz de Nicholas Briggs, que después se convertiría en la voz oficial de los Daleks en la serie a partir de 2005. (Los derechos de autor de los Dalek entre Terry Nation y la BBC habían sido negociados por su entonces agente Beryl Vertue, después la madrastra de Moffat). En la película Looney Tunes: Back in Action, en una base militar en el Área 52, aparecen una cantidad de monstruos y robots de películas de ciencia ficción antiguas; entre ellos hay algunos Daleks, que tras ser liberados por Marvin, pasan al ataque mientras dicen sus frase famosas. En un episodio de 2003 del programa de coches Top Gear aparece un Dalek junto a Darth Vader, Ming el Despiadado, un Klingon, el Sexto Doctor y un Cyberman de los años ochenta, para descubrir quien era el "Señor del Universo" en una vuelta en una carrera con un Honda Civic modificado. El Dalek no podía entrar en el coche, así que exterminó a los otros conductores (salvo al Klingon y el Doctor que se habían escabullido anticipadamente, ya que no estaban presentes); los presentadores declararon ganador al Cyberman. En un episodio de la comedia de situación norteamericana Better Off Ted, un Dalek desactivado es visto en el sótano donde se supone que había una "Granja de Robots". En 2010, un Dalek fue "invitado" en The Late Late Show with Craig Ferguson sentado a un lado de Ferguson y vigilándole atentamente. No habló en ningún momento, pero se movía ocasionalmente. Esto era una introducción para la presentación posterior de Matt Smith como el invitado real del programa.

### Música
La primera referencia musical con los Daleks es el sencillo I'm Gonna Spend My Christmas With a Dalek de The Go-Go's, publicado durante la corriente de "Dalekmania". Se hicieron voces de Daleks para el sencillo de 1988 Doctorin' the Tardis de The Timelords (que después actuaron como The KLF), y también aparecieron por la banda electrónica alemana 2005 en el sencillo de 2005 Exterminate Annihilate Destroy. Muchos otros músicos han hecho referencias a los Daleks en sus letras, incluyendo a: The Clash en Remote Control, The Creatures en Weathercade ("The Dalek drones are drowning"); Martin Gordon en Her Daddy Was a Dalek, Her Mummy Was a Non-Stick Frying Pan de su álbum, y The Supernaturals, en Smile. En el álbum epónimo de la trock band Chameleon Circuit aparece una canción titulada Exterminate, Regenerate que narra el conflicto entre el Doctor y los Daleks. Varias bandas han incorporado a los Daleks en sus nombres: Dalek I Love You, una banda de synthpop que estuvo activa desde finales de los setenta hasta finales de los noventa, y el trío de surf-rock Dalek Beach Party, cuyo EP de 1992 incluía la canción Exterminate! Exterminate!

### Política
En la conferencia del Partido Conservador de Reino Unido en Blackpool en 1966, el delegado Hugh Dykes comparó en público la labor del secretario de defensa con la de las criaturas: "El Sr. Headley es el Dalek de defensa, apuntando con un dedo de metal a las fuerzas armadas y diciendo 'Voy a eliminaros'".
En un debate del parlamento británico en la Casa de los Comunes, el 12 de febrero de 1968, el entonces ministro de tecnología Tony Benn, mencionó a los Daleks mientras contestaba una pregunta del miembro del Partido Laborista, Hugh Jenkins, sobre el proyecto del avión Concorde. En el contexto de los peligros de las llamaradas solares, dijo "Como estamos explorando las fronteras de la tecnología, algunas personas piensan que el Concorde evitará las llamas solares igual que el Doctor Who evita a los Daleks. No es para nada así".
Robert Ray, del Partido Laborista Australiano, describió a su sucesor en el ala izquierda de Labor Unity, Stephen Conroy, a su contrincante en la facción derecha socialista, Kim Carr, como "dos facciones de Daleks" durante una comida en Sídney en 2006.
Los Daleks han sido usados en caricaturas políticas de Tony Benn, John Birt, Tony Blair, (también representado como Davros), Alastair Campbell, Alec Douglas-Home, Charles de Gaulle, Peter Mandelson, y Mark Thompson.

### Portadas de revistas
Los Daleks han aparecido en portadas promocionales de Doctor Who desde la corriente de "Dalekmanía" de los sesenta. Radio Times puso a los Daleks en portada varias veces, desde su portada de 1964 promocionando The Dalek Invasion of Earth. Otras revistas también han usado a los Daleks para llamar la atención de los lectores, incluyendo Girl Illustrated.
En abril de 2005, Radio Times hizo una portada especial para conmemorar el regreso de los Daleks a la pantalla en Dalek y las elecciones generales de Reino Unido en 2005. Esta portada mostraba una escena de The Dalek Invasion of Earth en la que se veían Daleks curzando el Westminster Bridge con la casa del parlamento al fondo. En el texto de la portada se leía "¡VOTA DALEK!". En un concurso de 2008 realizado por la Periodical Publishers Association, esta portada fue votada la mejor portada de todos los tiempos en esta revista británica. En las elecciones generales de Reino Unido de 2010, la campaña también motivó por parte de Radio Times una serie de coleccionista de tres portadas casi idénticas el 17 de abril con casi el mismo diseño y cabecera pero con los nuevos Daleks rediseñados en los colores primarios representando los tres principales partidos, Rojo para los Laboristas, Azul para los Conservadores, y Amarillos para los Liberales Demócratas.

## Merchandising
La BBC se aproximó a Walter Tuckwell, un empresario neozelandés que ya llevaba el merchandising de otros programas de la BBC, y le pidió que hiciera lo mismo con los Daleks y Doctor Who. Tuckwell creó un catálogo brillante de ventas que dispararon una locura de Daleks, que la prensa llamó la "Dalekmania", con su punto máximo en 1965.
Como parte de la serie "Millennium 1999", el Servicio Postal Real de Reino Unido emitió una estampilla titulada "Dr. Who" e ilustrada con un Dalek, y más tarde se Imprimió una edición especial limitada de postales con una ampliación de esta estampilla.

### Videojuegos
Juegos licenciados de Doctor Who en los que aparecían los Daleks incluyen The Key to Time de 1984, una aventura conversacional para el Sinclair ZX Spectrum. Los Daleks también aparecían en papeles menores unas veces o en versiones disfrazadas otras, pero no aparecieron como el enemigo principal de un videojuego licenciado hasta 1992, cuando Admiral Software publicó Dalek Attack. El juego permitía al jugador tomar el papel de varios Doctores o acompañantes, llevándoles por varios escenarios para derrotar a los Daleks. En 1997, la BBC lanzó un videojuego para PC titulado Destiny of the Doctors, donde entre otros adversarios aparecían los Daleks.
En los noventa y dosmiles siguieron apareciendo juegos no autorizados, incluyendo modificaciones basada en los Daleks de Dark Forces, Quake y Half-Life, y más recientemente, incluso un mod de Halo: Combat Evolved. Muchos juegos están disponibles en línea, incluyendo un juego en Adobe Flash, Dalek: Dissolution Earth. En 1998, QWho, un mod de Quake, tenía a los Daleks como adversarios. También supuso la base de TimeQuake una conversión completa escrita en 2000 que incluía también otros monstruos de Doctor Who como los Sontarans. Otro juego no autorizado es DalekTron, basado en Robotron: 2084, que se escribió para coincidir con la serie de 2005.
Un juego autorizado en línea es The Last Dalek, un juego en flash creado por New Media Collective para la BBC. Está basado en el episodio de 2005, Dalek, y puede jugarse en el sitio web oficial de la BBC. El sitio web de Doctor Who también incluye otro juego, Daleks vs Cybermen (también conocido como Cyber Troop Control Interface), basado en el episodio de 2006 Doomsday, en este juego, el jugador controla tropas de Cybermen que deben luchar contra Daleks y contra miembros del instituto Torchwood.
El 5 de junio de 2010, la BBC lanzó el primero de cuatro videojuegos oficiales en su sitio web, Doctor Who: The Adventure Games, como parte oficial de la serie de televisión. En el primero, The City of Daleks, el Undécimo Doctor y Amy Pond deben detener a los Daleks reescribiendo el tiempo y reviviendo Skaro, su planeta natal.
También aparecen en los videojuegos de Nintendo DS y Wii, Doctor Who: Evacuation Earth y Doctor Who: Return to Earth.
Varios Daleks aparecen en el videojuego de IOS The Mazes of Time como los enemigos finales a los que se enfrenta el jugador.